# Pasáž (architektura)

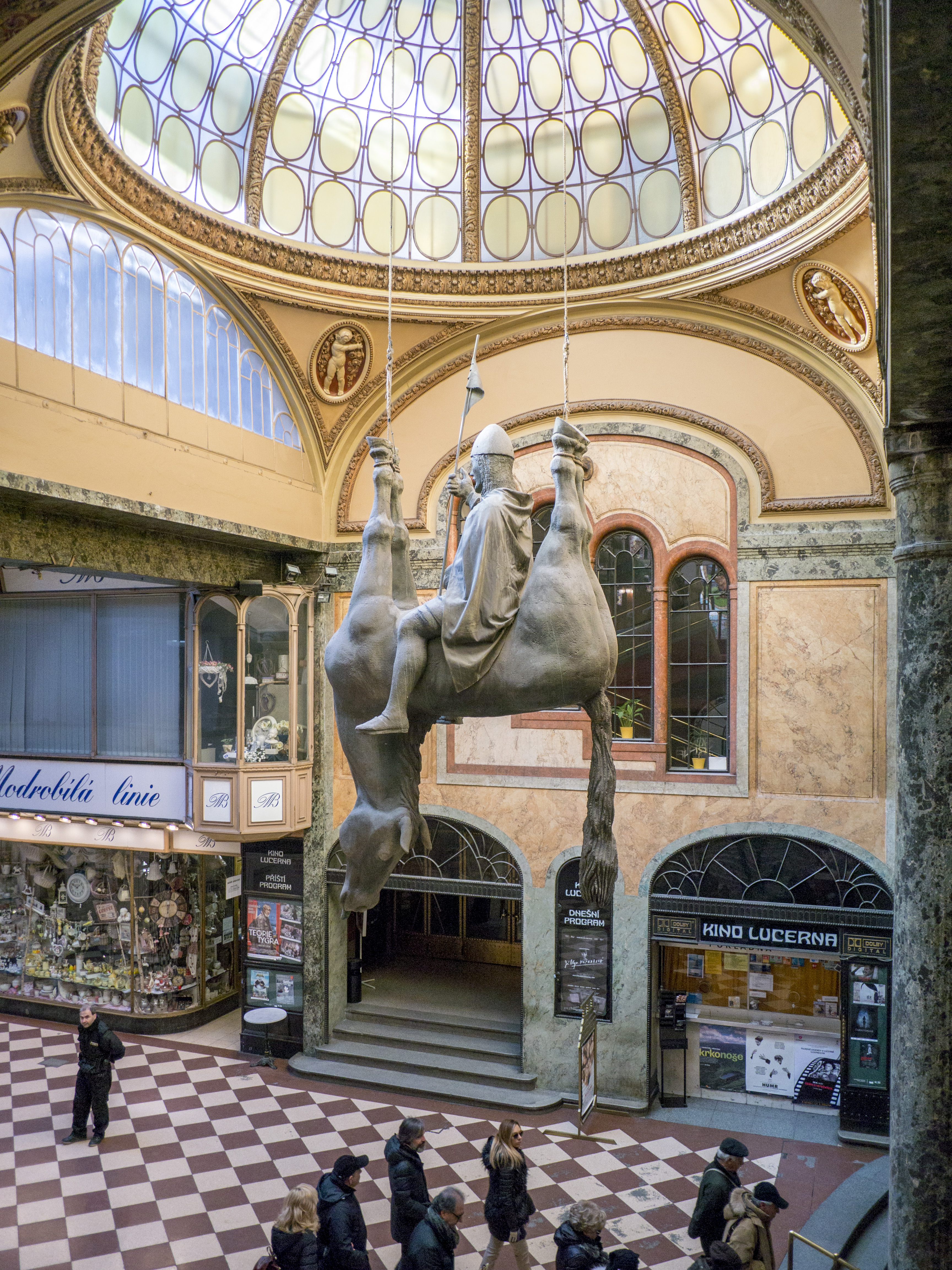
Pasáž Lucerna s Černého plastikou Kůň

Pasáž (z francouzského le passage couvert, „krytý průchod“) je v architektuře průchod budovou nebo spojenými budovami, který umožňuje osobám přecházet z jedné ulice (nebo i jiného veřejného prostranství) do druhé. Prostor je většinou obklopen obchody, restauracemi, kavárnami, velmi často v nich také sídlí kina, divadla, kabarety a další zábavní podniky. Pasáž bývá často opatřena střechou, většinou prosklenou, velké pasáže mohou být i vícepodlažní, kdy od 1. nadzemního podlaží bývají nainstalovány ochozy.

## Historie

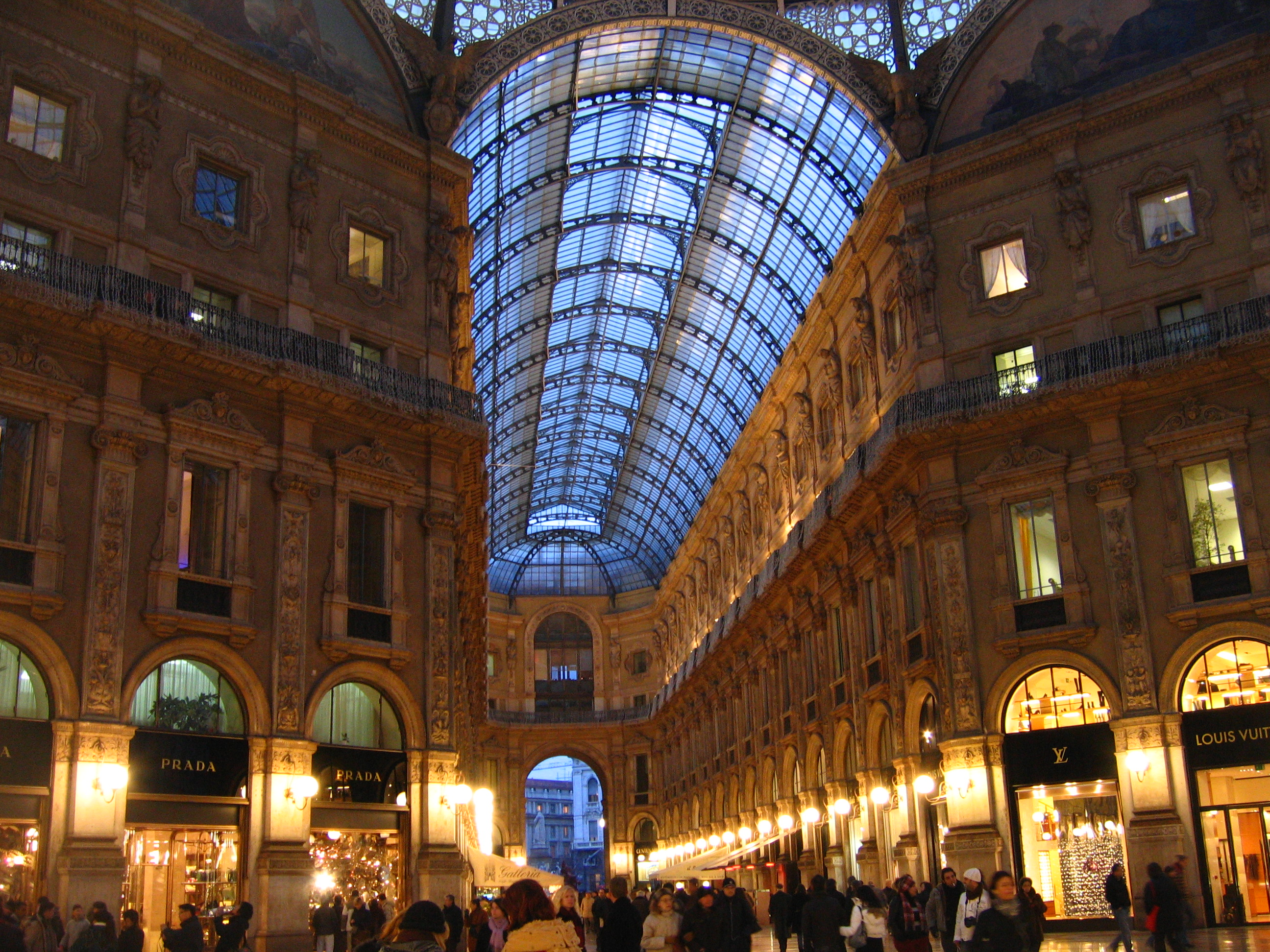
Galerie Viktora Emanuela II. v Miláně

Pasáže se zrodily již na konci 18. století v Paříži, především jako ochrana před počasím. Jejich rozvoj nastal v 19. století a rozšířil se i do dalších měst jako Londýn nebo Praha, kde pasáže začaly vznikat na počátku 20. století. Pasáže mohou někdy tvořit celé rozvětvené a rozlehlé komplexy – příkladem budiž nejrozsáhlejší pražský komplex nacházející se mezi Václavským náměstím, Vodičkovou ulicí a Štěpánskou ulicí na Novém Městě, kde se nachází, mimo jiné, také Divadlo Rokoko, Lucerna, Divadlo ABC v paláci U Nováků.
V Itálii se nazývají galerie a nabývají až podobu monumentální kryté ulice jako je například galerie Viktora Emanuela II. v Miláně.

## Současnost
V současné době bývají pasáže běžnou výbavou ve velkých nákupních centrech typu hypermarket, zde jsou někdy řešeny i jako vícepodlažní.